# Öö
"Öö" är den sjunde musiksingeln från den estniska sångaren Ott Lepland.
Den släpptes i april 2011 som den tredje singeln från hans andra studioalbum Laulan ma sind. 
Låten är skriven av Kaspar Kalluste.